# 舘神龍彦
舘神 龍彦（たてがみ たつひこ、11月12日）は、フリーのライター・編集者。手帳評論家・デジアナコンサルタントである。
愛称は「手帳王子」、「人呼んで『ふせん大王』」。
モバイルアウトドアゲーム「ネットワークフォックスハンティング」の発案者でもある。

## 活動
株式会社アスキー勤務を経てフリーに。それまでの著書はパソコン関連のみだったが、システム手帳を使い始めたことをきっかけに手帳関連の活動を行うようになる。
2000年代中盤は自己啓発ブームにより手帳が見直されていた時期と、各種デジタル機器の高機能化が重なっており、ユーザー側も手探り状態であった。この時期にITライターの視点から「デジタルとアナログをいかに組み合わせて活用するか」を提案し続けた水先案内人としての存在感は大きい。
2007年より手帳ファンのイベント「手帳オフ」を主宰。。それまでもニフティサーブ上での「手帳会議室」など、オンラインによる手帳ファン同士の交流はあったが、実際に集まるオフ会としては元祖である。参加者からは手帳クリエイター・著者が輩出する。「手帳オフ」はその後のユーザーの集まりのひな形となっており、初代参加者が発起人である横浜市民団体「日本手帖の会」は子団体といえる。
日本唯一の手帳評論家として、手帳に関しての歴史的な由来から、構造、情報整理ツールとしての側面など多角的に考察しており、著述や発言が二次的に引用されることも多い。朝日新聞の「天声人語」にも登場した。
文具メーカーのプロモーションや製品開発にもアドバイスしている。とくに手帳の買い替え時期に当たる年末年始にはメディア出演も顕著。
2012年にはドキュメントスキャナーの OCR処理を利用した検索機能つきノート「ScanHack（スキャンハック）」を発売した（現在は販売終了）。
2017年、国際文具・紙製品展(ISOT)文具PR委員に就任。

## 語録
- 「手帳は、文具ブームと自己啓発ブームの２つの川に挟まれた肥沃な三角州」

- 「ペンと紙の間にはエロスがある」

- 「君の、君にしかないタンス。それがコア・コンピタンス」

- 「ノートとは、ソフトウェアがインストールされていないハードウェア。そこに時間軸という『ゆるいOS』をインストールしたのが手帳」

- 「手帳を開けば、運も開ける」

## 著書

### 単著
- Windows95トラブルまるごと解決ブック（ジャパンミックス、1996年5月）
- Outlook97ポケットリファレンス（技術評論社、1997年8月）
- アドレスデータ大整理ブック（超コツシリーズ）（ローカス、1999年10月）
- パソコンライフノートWindows版（ローカス、2000年5月）
- iMacライフノート（ローカス、2000年5月）
- サクッと操作!ショートカットキー&右クリック（超コツシリーズ）（ローカス、2000年8月）
- 自分でできるExcel2002ていばん実例集（新星出版社、2002年4月）
- パソコンでムダに忙しくならない50の方法（岩波書店、2004年3月）
- システム手帳新入門!（岩波書店、2004年11月）
- 仕事のパソコン再入門 メール、ファイル、ツールを使いこなす（光文社、2005年11月）
- システム手帳の極意 アイデアも段取りもきっちり整理（技術評論社、2006年5月）
- デジタル ハック（中経出版、2007年3月）
- 手帳進化論―あなただけの「最強の一冊」の選び方・作り方（PHP研究所、2007年10月）
- アイデアを生むデジアナ道具術（エイ出版社、2007年12月）
- くらべて選ぶ手帳の図鑑（エイ出版社、2008年11月）
- 手帳カスタマイズ術 最強の「マイ手帳」を作る58のヒント（ダイヤモンド社、2011年12月）
- ポメラ×クラウド活用術: ポメラをクラウドエディターにする方法（Kindle、2014年3月）
- ネット通販の箱で整理術: あけずに中身が見える箱を作ろう（Kindle、2014年5月）
- 意外と誰も教えてくれなかった手帳の基本（ディスカヴァー・トゥエンティワン、2014年10月）
- ふせんの技100（エイ出版社、2016年9月）
- 手帳の選び方・使い方（エイ出版社、2016年12月）
- iPhone手帳術（エイ出版社、2017年5月）

### 共編著
- 手帳術って何だ？ 手帳鼎談（株式会社ステイショナー、2013年12月） - 高畑正幸、納富廉邦との共著
- 続手帳鼎談　手帳術のゆくえ（株式会社ステイショナー、2014年12月） - 高畑正幸、納富廉邦との共著

## 出演

### テレビ
- NHK教育「めざせ!会社の星」（2011年01月16日、「ワンランクアップの手帳術2011」）[9]
- TBSテレビ「マツコの知らない世界」（2014年12月2日、「マツコの知らない手帳の世界」）[10]
- テレビ東京「ワールドビジネスサテライト」（2016年2月3日、「【ヒットの順番】手帳のヒット商品」）[11]
- TBSテレビ「ランク王国」（2016年12月3日、「手帳おすすめTOP10」）[12]
- NHK「ニュース シブ5時」（2016年12月6日、「▽手帳の専門家に聞く 2017年オススメの1冊 」）[13]

### ラジオ
- J-WAVE「HELLO WORLD」（2010年11月、「今週のCYBER LABは“手帳”を研究！」）[14]
- TBSラジオ「爆笑問題の日曜サンデー」（2014年11月16日、「皆さんは使ってますか？マナブくん『手帳』大特集！」）[15]
- エフエム東京「ももいろクローバーZのSUZUKI ハッピー・クローバー!」（2016年11月20日、「毎日がスペシャルになる手帳学」）[16]
- TBSラジオ「ジェーン・スー 生活は踊る」(2017年2月28日、「ふせんを好きなサイズにカスタマイズできる「CHIGIRU」がすごい」）[17]